# Macraeïta
La macraeïta és un mineral de la classe dels fosfats que pertany al grup de la paulkerrita. Rep el nom en honor a Colin MacRae (nascut l'any 1961) per les seves importants contribucions a la caracterització de noves espècies minerals mitjançant tècniques de microsonda electrònica.

## Característiques
La macraeïta és un fosfat de fórmula química K(H₂O)Mn₂(Fe₂Ti)(PO₄)₄[O(OH)](H₂O)₁₀·4H₂O. Va ser aprovada com a espècie vàlida per l'Associació Mineralògica Internacional en el mes d’octubre de l'any 2023, i publicada al març de l'any següent. Cristal·litza en el sistema monoclínic.
Les mostres que van servir per a determinar l'espècie, el que es coneix com a material tipus, es troben conservades a les col·leccions mineralògiques del Museu d'Història Natural del Comtat de Los Angeles, a Los Angeles (Califòrnia) amb el número de catàleg: 76293, i a la col·lecció mineralògica estatal alemanya, ubicada a Múnic, amb el número de resgistre: MSM 38050.

## Formació i jaciments
Va ser descoberta a l'àrea de Cubos-Mesquitela-Mangualde, una zona pegmatítica de granit entre Mangualde i Mesquitela, explotada per extreure'n feldespat i beril, i coneguda amb el nom de Cubos (Viseu, Portugal), en nòduls de fosfat de triplita, heterosita i litiofilita meteoritzada. Es troba associada a strengita, triplita, bermanita, fosfosiderita i switzerita. Aquest indret és l'únic a tot el planeta on ha estat descrita aquesta espècie mineral.